# Risoluzione angolare nella scoperta sonar

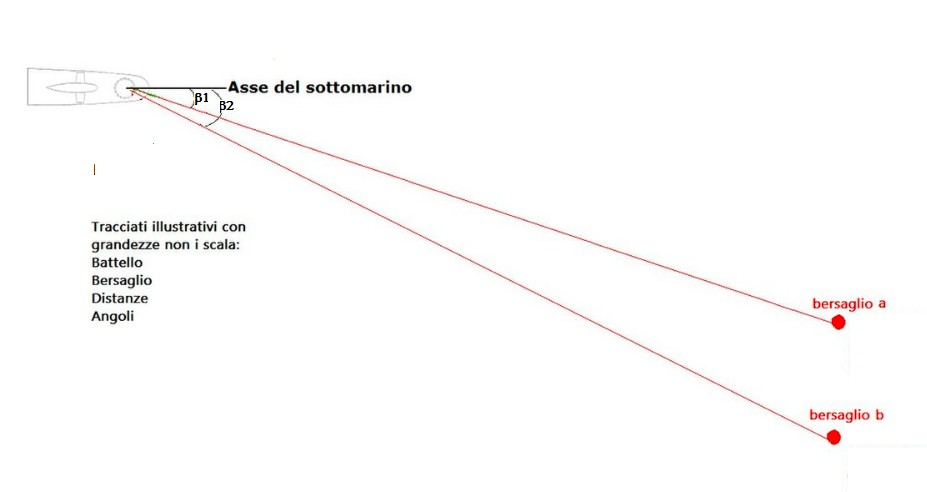
Risoluzione angolare tra due bersagli: a ; b

La risoluzione angolare nella scoperta sonar indica la capacità del sistema elettroacustico di rilevamento di distinguere la posizione angolare di due bersagli molto vicini tra loro.
Per due bersagli alla stessa distanza dal sonar quanto più saranno vicini angolarmente tanto più il localizzatore per discriminarli l'uno dall'altro, dovrà avere un alto potere di risoluzione. 
Lo studio della risoluzione angolare si basa sull'elaborazione matematica della caratteristica di direttività di una base idrofonica oggetto d'indagine.

## Caratteristica di direttività

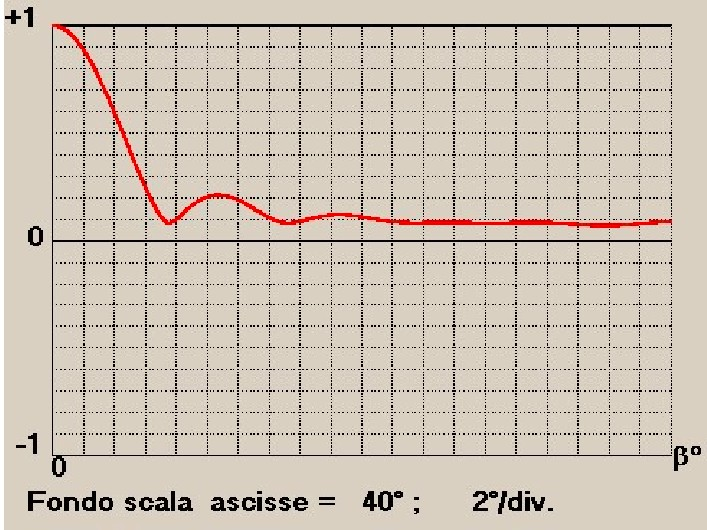
Caratteristica di direttività

La caratteristica di direttività di un apparato sonar indica come varia la sensibilità di ricezione con il variare della direzione di provenienza dell'onda sonora generata da un bersaglio.
Se la sensibilità è la massima possibile in una direzione, {\displaystyle \beta =10}° ad esempio, e diminuisce molto rapidamente con il variare di {\displaystyle \beta } si dice che la base ricevente ha una buona direttività.
La direttività di un gruppo di sensori (Idrofoni) ottenuta sommando i contributi di tensione generati dai singoli idrofoni opportunamente ritardati, è governata da leggi matematiche che consentono di calcolare l'andamento della loro somma in funzione di diverse variabili.
Uno degli algoritmi disponibili per lo studio delle caratteristiche di direttività di una base idrofonica rettilinea in banda di frequenze è indicato con una funzione {\displaystyle R(\beta )}
dove {\displaystyle (\beta )} è l'angolo di puntamento che caratterizza la direttività:
{\displaystyle R(\beta )={\sqrt[{}]{(1/n)+(2/n^{2})\cdot \sum _{m=1}^{j}\left\{(n-m)\cdot [\sin \ (m\cdot p\cdot x)/(m\cdot p\cdot x)]\cdot \cos \ [(p+2)\cdot m\cdot x]\right\}}}}
L'algoritmo, di notevole complessità, non si presta alle elaborazioni matematiche necessarie per lo studio della risoluzione angolare; un algoritmo più semplice è disponibile ed in grado di approssimarsi al meglio all'andamento dell'algoritmo della funzione {\displaystyle R(\beta )} almeno nella zona di massimo livello.

## Convenzione tecnica

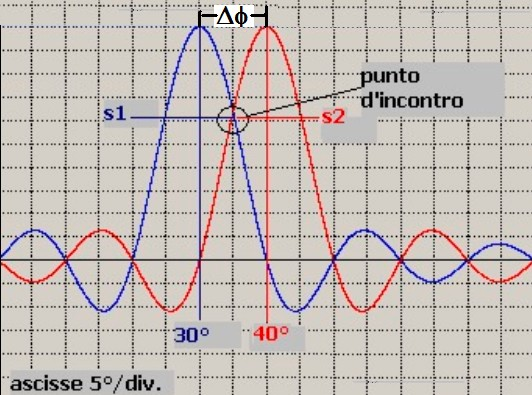
Intersezione tra due curve di direttività la cui risoluzione angolare è ritenuta possibile

Per convezione la risoluzione angolare {\displaystyle \Delta \phi } tra due bersagli si ritiene possibile quando le due curve di direttività , relative al rilevamento di questi, s'intersecano ad un livello   {\displaystyle \leq -3\ dB} (decibel) rispetto al massimo delle ampiezze.
In altri termini; la risoluzione angolare  {\displaystyle \Delta \phi } è identificabile con la larghezza del lobo di direttività a  {\displaystyle -3\ dB}.

## Algoritmo semplificato

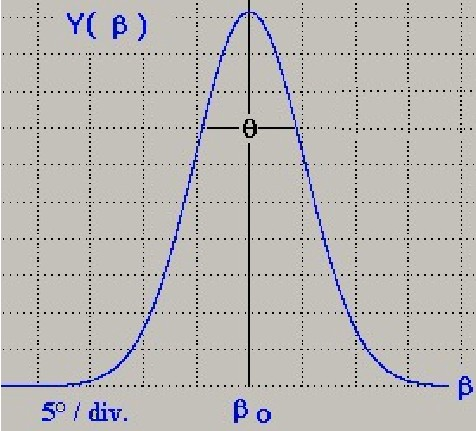
Curva modello tracciata per: ; °

L'algoritmo semplificato, che sostituisce la caratteristica di direttività  {\displaystyle R(\beta )}, è una funzione espressa con l'esponenziale  {\displaystyle y=e^{-\alpha \cdot \beta ^{2}}} facilmente manipolabile per via algebrica una volta definite le variabili:
- Coefficiente {\displaystyle \alpha }[N 4]

- Direzione di puntamento  {\displaystyle \beta } in scisse.

- Direzione del massimo  {\displaystyle \beta _{0}}

- Ampiezza normalizzata {\displaystyle Y(\beta )} in ordinate.

- Larghezza del lobo di direttività {\displaystyle \theta }  misurata a {\displaystyle -3\ dB}

## Curve distintive di due bersagli

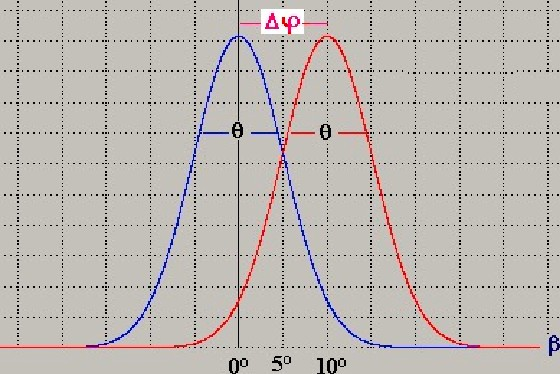
Intersezione tra due curve di direttività secondo l'esponenziale modello

Un sonar a fasci preformati che nella ricerca dei bersagli ne trovasse due di pari livello di pressione acustica, disposti rispettivamente per {\displaystyle \beta =0}° e {\displaystyle \beta =10}° vedrebbe, secondo l'algoritmo semplificato, l'intersezione tra due curve di direttività di tipo  {\displaystyle y=e^{-\alpha \cdot \beta ^{2}}}. 
Le curve mostrerebbero:
- Il primo bersaglio per rilevamento  {\displaystyle \beta =0}°

- Il secondo bersaglio per rilevamento  {\displaystyle \beta =10}°

- L'intersecarsi, sul fascio {\displaystyle \beta =5}°, ad un livello di circa {\displaystyle -3.7\ dB} rispetto ai loro massimi; valore inferiore ai {\displaystyle -3\ dB}.

- La possibilità, secondo la convenzione, della discriminazione angolare tra i bersagli per {\displaystyle \beta =0}° e {\displaystyle \beta =10}°

## Ampiezza punto d'intersezione

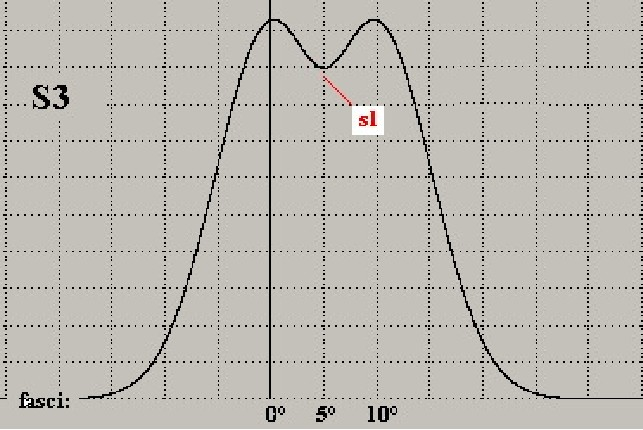
S3: Funzione somma

L'ampiezza della somma delle due curve nel loro punto d'inserzione, dato base per la valutazione della potere di risoluzione del sonar, si calcola secondo l'algoritmo semplificato, ad esempio, per:
- Coefficiente {\displaystyle \alpha =0.0188}

- Funzione esponenziale, {\displaystyle S_{1}}, per il fascio a {\displaystyle 0^{\circ }\ \ S_{1}=e^{-\alpha \cdot \beta ^{2}}}

- Funzione esponenziale, {\displaystyle S_{2}}, per il fascio a {\displaystyle 10^{\circ }\ \ S_{2}=e^{-\alpha \cdot (\beta +10)^{2}}}

- Calcolo della funzione somma  {\displaystyle S_{3}} tra {\displaystyle S_{1}} e {\displaystyle S_{2}}[N 5]:  per evidenziare l’andamento del livello in particolar modo per la direzione intermedia {\displaystyle \beta =5^{\circ }}

{\displaystyle S_{3}={\sqrt {(S_{1})^{2}+(S_{2})^{2}}}} = {\displaystyle {\sqrt {(e^{-\alpha \cdot \beta ^{2}})^{2}+[e^{-\alpha \cdot (\beta +10)^{2}}]^{2}}}}
Nell'esempio l'andamento di  {\displaystyle S_{3}} evidenzia per {\displaystyle \beta =5}° un'ampiezza di {\displaystyle 0.9} ed una sella conseguente {\displaystyle sl=0.1}
La sella, sufficientemente ampia, indica il decremento d'ampiezza tra un fascio e il fascio adiacente e concretizza la possibilità di ( risolvere) la posizione angolare tra i due bersagli. 
Se la sella fosse molto più piccola sarebbe difficile la risoluzione angolare tra i due bersagli.
Secondo il processo di calcolo illustrato, dimensionando opportunamente il coefficiente {\displaystyle \alpha }, si possono studiare le caratteristiche di risoluzione più idonee sulla base delle necessità di progetto.

## Bersagli con diverso livello acustico

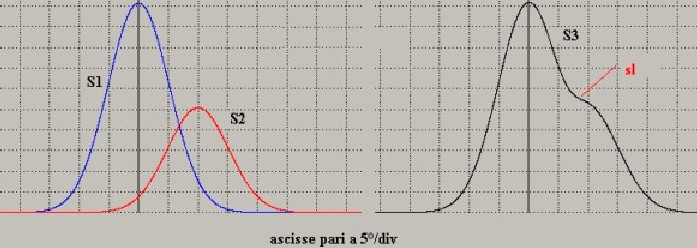
A sinistra i tracciati di che s'intersecano al livello, a destra il tracciato di

Se i due bersagli da risolvere angolarmente non generano la stessa pressione acustica sulla base ricevente del sonar la curva S3, somma tra i fasci, si deforma con un deterioramento progressivo della capacità di risoluzione del sonar tanto più marcato quanto aumenta la differenza dei due livelli di pressione. 
Per avere un'idea del fenomeno supponiamo, con i dati visti in precedenza, che i livelli di pressione acustica ricevuti dalla base del sonar siano nel rapporto: {\displaystyle S2/S1=0.5}
Questa nuova condizione, con {\displaystyle S2<S1}, porta il punto d'intersezione delle due curve ad un livello di {\displaystyle \approx 0.4} e di conseguenza una deformazione della sella, praticamente irrilevante, con evidente difficoltà di risoluzione.

## note
Annotazioni
1. ↑  Lo studio implica la determinazione dell'ampiezza del lobo della curva di direttività a {\displaystyle -3\ dB} affinché si possano ottenere i valori voluti di risoluzione.
2. ↑   Il grafico riporta la metà della curva di direttività, l'altra metà, che si sviluppa sul lato sinistro, è speculare alla curva di destra
3. ↑   In termini lineari assunto il massimo della curva di direttività = 1 l'intersezione delle curve avviene a livello 0.7
4. ↑   da {\displaystyle \alpha } dipende la larghezza del lobo di direttività
5. ↑   Si ritengono i segnali indirizzati alla somma come incoerenti; si tratta quindi di somma tra le potenze.
6. ↑  Il livello di segnale che contribuisce alla generazione de fascio per  {\displaystyle \beta =5}° si forma dalla somma di frazioni dell'energia dei fasci {\displaystyle \beta =0}° e {\displaystyle \beta =10}°
7. ↑  Con la riduzione dell'ampiezza della sella il sonar non risolve più angolarmente i due bersagli ma ne vede soltanto uno per {\displaystyle \beta =5}°
8. ↑  La differenza di pressione acustica tra i due bersagli può dipendere da innumerevoli cause, tra tutte; la distanza e la velocità del semovente, la stazza, l'aspetto (posizione angolare dell'asse longitudinale del battello rispetto al sonar ricevente)

Fonti
1. ↑   Urick, pp. 31-42.
2. ↑  Del Turco, pp. 83-90.
3. ↑   Stenzel, pp. 27-30.
4. ↑  Del Turco, Sul calcolo del minimo numero di fasci preformati per il sonar, pp. 40-44.